# Конституционна заря
„Конституционна заря“ с подзаглавие Орган на М.-Одринската революционна организация е български вестник с главен редактор Димо Хаджидимов и редактор Пере Тошев, излизал в Солун, Османската империя в 1908 - 1909 година. Вестникът е изразител на крилото на Яне Сандански във Вътрешната македоно-одринска революционна организация.

## История
| Годишнина | Броеве | Дати                          |
| --------- | ------ | ----------------------------- |
| I         | 1 – 35 | 8 август 1908 – 3 януари 1909 |

Списван е 2 пъти седмично в Солун. Печата се в печатница Аквароне, а от 12 брой и в печатницата на Коне Самарджиев - Карабелов. Той се придържа в орбитата на социализма и марксизма и симпатизира на МОРО. Първият му брой излиза на 8 август 1908 година, а последният на 3 януари 1909 година. От вестника излизат 35 броя. От 23 брой има подзаглавие Орган на Македоно-одринската организация.
Вестникът е на позициите на Сярската група от бившата ВМОРО - иска запазване на ВМОРО като основна политическа организация на българите в империята, смяна на искането за автономия с искане на областно самоуправление и широка децентрализация. В началото на 1909 година се слива с вестник „Единство“ и продължава като „Народна воля“.